# Ivan Nikititch Inzov
 (décembre 2014).
Si vous disposez d'ouvrages ou d'articles de référence ou si vous connaissez des sites web de qualité traitant du thème abordé ici, merci de compléter l'article en donnant les références utiles à sa vérifiabilité et en les liant à la section « Notes et références ».
 Ivan Nikititch Inzov (en russe : Иван Никитич Инзов), né en 1768, mort en 1845 était un général russe des guerres napoléoniennes.

## Biographie
D'origine inconnue, il a été élevé parmi les enfants du prince Troubetskoï et a dix-sept ans reçoit de la part de Catherine II d'importantes sommes d'argent et la permission de servir au régiment de cavalerie légère de Soumy.
Il participe, à partir de 1785 aux campagnes polonaise, turque ainsi que de Suisse et d'Italie puis passe sous les ordres de Koutouzov en 1805.
Avec la campagne de Russie, sous les ordres de Tormassov et de son corps d'observation, il commande la 9e division d'infanterie, il participe aux batailles de Korbin, Gorodechno, Borizov et à la Bérézina, poursuivant les français jusqu'à Vilna. Décoré en 1813 de l'ordre de Saint-Georges pour la prise de Thorn, il participe aux batailles de Königsberg et Bautzen. Il passe ensuite sous le commandement de Bennigsen avec lequel il participe aux batailles de Dresde et Leipzig, puis aux sièges de Magdebourg et Hambourg.
Il est en poste en Bessarabie alors que Pouchkine s'y trouvait et a proposé à celui-ci d'entrer dans la loge maçonnique Ovide de Kichinev.

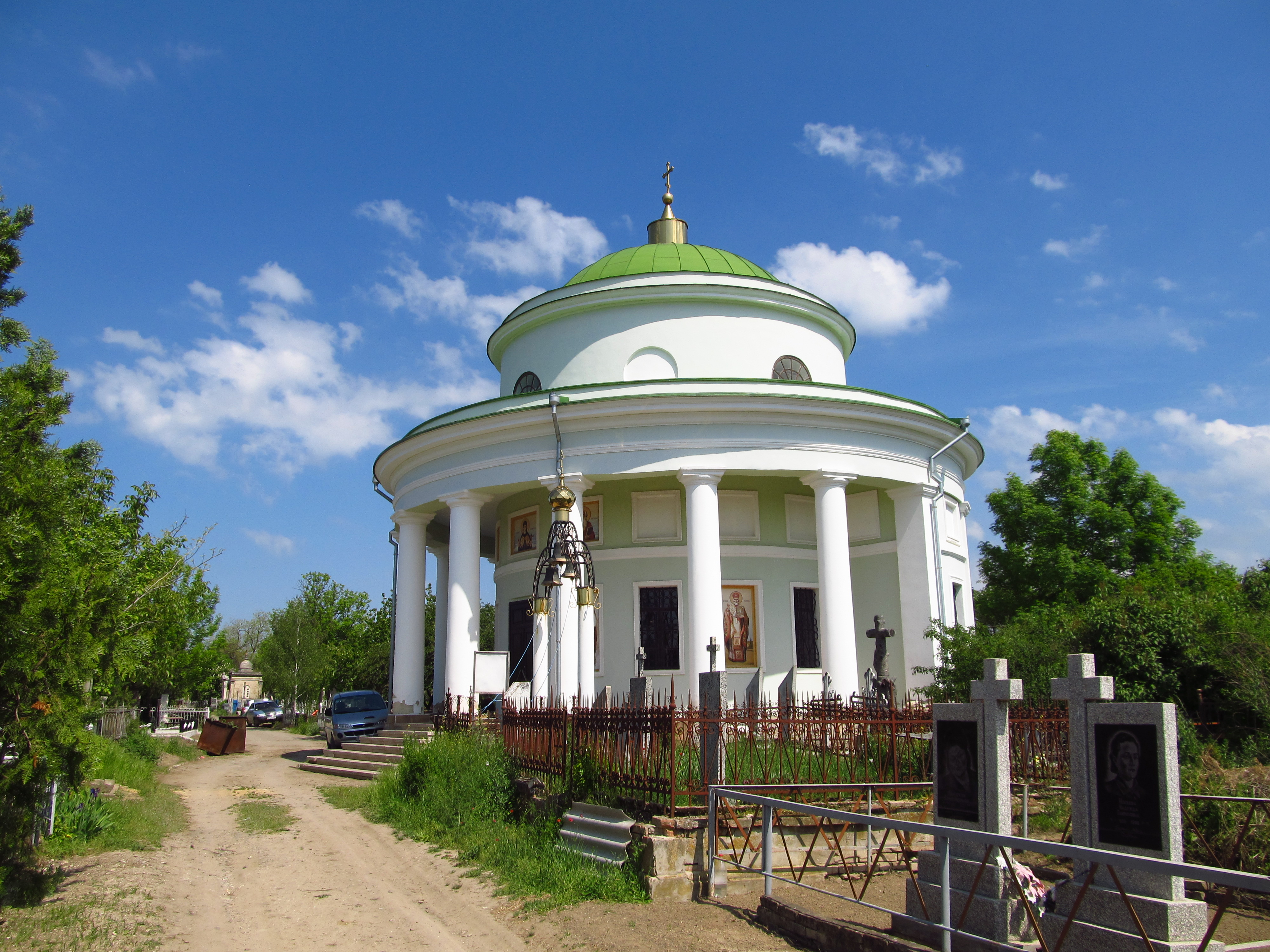
Le mausolée Inzov à Bolhrad classé sous le numéro 51-214-0021.